# Jang Hee-ryung
Jang Hee-ryung (11 de noviembre de 1993) es una actriz y modelo surcoreana. 

## Carrera
Conocida por protagonizar series web como Dream Knight, 72 Seconds y Some Guy.

## Filmografía

### Películas
| Año  | Título                          | Papel            | Notas        | Ref.  |
| ---- | ------------------------------- | ---------------- | ------------ | ----- |
| 2015 | The Chosen: Forbidden Cave      | Periodista       | Cameo        |       |
| 2015 | Alice: el Crack de la Temporada | Yoon-hye         | Cortometraje |       |
| 2017 | A Stray Goat                    | Soo-jung         |              |       |
| 2023 | Swallow                         | Eun-suk de joven |              | [ 2 ] |

### Serie de televisión
| Año  | Título                                     | Rol                | Canal     | Ref.                |
| ---- | ------------------------------------------ | ------------------ | --------- | ------------------- |
| 2015 | Dream Knight                               |                    | Naver TV  |                     |
| 2015 | 72 Seconds                                 |                    |           |                     |
| 2015 | 72 Seconds (temporada 2)                   |                    |           |                     |
| 2015 | Falling for Challenge                      | Ki Yeo-woon        |           |                     |
| 2016 | I Ask of You, Ki Hong!                     |                    | HOTZIL    |                     |
| 2016 | 72 Seconds (Season 3)                      |                    | Naver TV  |                     |
| 2016 | Uncontrollably Fond                        | Jang Man-ok        | KBS2      | [ 3 ] [ 4 ]         |
| 2016 | Mo-Min's Room                              | Lee Mo-min         | OCN       |                     |
| 2016 | Entourage                                  | ella misma (cameo) | tvN       |                     |
| 2017 | Three Color Fantasy – Romance Full of Life | Kim Tae-yi         | MBC       |                     |
| 2017 | Some Guy                                   | Kang Min-ah        | Naver TV  |                     |
| 2017 | The Happy Loner                            | Ye-Jin             | KBS2      |                     |
| 2017 | 20th Century Boy and Girl                  | Jang Ji-hye        | MBC       |                     |
| 2018 | Wok of Love                                | Lee Bun-hong       | SBS       | [ 5 ]               |
| 2018 | Four Men                                   | Park Hyun-soo      | TBA       |                     |
| 2018 | Priest                                     | Kim Yoo-ri         | OCN       |                     |
| 2021 | Uncle                                      | Jang Yeon-joo      | TV Chosun | [ 6 ]               |
| 2022 | Shooting Stars                             | Baek Da-hye        | tvN       |                     |
| 2022 | Joseon Psychiatrist Yoo Se-poong           | Hyo-yeon           | tvN       | [ 7 ]               |
| 2024 | Sorry not Sorry                            | Ahn Chan-yang      | KBS Joy   | [ 8 ]               |
| 2025 | La bruja                                   | Heo Eun-sil        | Channel A | [ 9 ] [ 10 ] [ 11 ] |